# Tribunale speciale per la difesa dello Stato della Repubblica Sociale Italiana
Il Tribunale speciale per la difesa dello Stato della RSI fu un tribunale straordinario della Repubblica Sociale Italiana (RSI), operante tra il 1943 ed il 1945 nel suo territorio nazionale.

## Storia
Il Tribunale speciale per la difesa dello Stato della RSI viene costituito nella Repubblica Sociale Italiana con decreto legislativo del capo dello Stato n. 794 del 3 dicembre 1943, funzionando tra il 1943 ed il 1945 in sedi diverse a seconda dello sviluppo delle vicende belliche: Verona, Mantova, Padova, Bergamo, Torino, Parma.
Esso è erede del disciolto Tribunale speciale per la difesa dello Stato, operante nel Regno d'Italia e disciolto dopo il 25 luglio 1943 e la deposizione di Mussolini.
Il procedimento più eclatante che vede coinvolti i giudici del tribunale nel suo breve periodo di attività rimane senz'altro, nel 1944, il Processo di Verona, al termine del quale sono condannati i membri del Gran Consiglio del fascismo che sfiduciarono Mussolini con l'Ordine del giorno Grandi (25 luglio 1943).
Alla caduta della RSI le carte del tribunale pervengono a Roma al "Tribunale supremo militare - Ufficio procedimenti dei tribunali di guerra soppressi" che tra il 1947 e il 1956 le trasmette alle varie Procure della Repubblica competenti per territorio. Da queste i fascicoli pervengono ai Giudici Istruttori dei Tribunali con la richiesta di dichiarare 'non doversi promuovere l'azione penale'. I Giudici accolgono le richieste di archiviazione, nella maggior parte dei casi in quanto si tratta 'di azioni di guerra compiute da partigiani' o 'di operazione compiuta da patrioti per necessità di lotta contro tedeschi e fascisti' o ancora 'per essere ignoti gli autori del reato'.

## I fascicoli di Biella
Diversi fascicoli processuali sono depositati dalle varie Procure negli Archivi di Stato sparsi sul territorio nazionale. Alcuni di questi depositi si vanno ancora via via scoprendo: un significativo gruppo di essi si trova in Piemonte, rinvenuti tra le carte del Giudice Istruttore del Tribunale di Biella negli anni cinquanta e costituiscono uno dei fondi d'archivio più numerosi riguardanti il tribunale speciale della Repubblica Sociale Italiana. Sono 623 fascicoli raccolti in 6 mazzi: 462 sono datati 1944, i restanti 160, 1945. Un fascicolo, datato 1938, proviene, probabilmente, dall'omonimo tribunale operante nel ventennio. Solo di 17 è noto il nome degli imputati, per gli altri il procedimento è aperto contro ignoti. Insieme ad altri fascicoli riguardanti il territorio del Biellese tutto il materiale si trova in uno stesso fondo dell'Archivio di Stato di Vercelli.